# Michele Van Gorp
Michele Marie Van Gorp (Warren, 10 maggio 1977) è un'ex cestista, allenatrice di pallacanestro e dirigente sportiva statunitense, professionista nella WNBA.

## Carriera
È stata selezionata dalle New York Liberty al secondo giro del Draft WNBA 1999 (18ª scelta assoluta).